# Für ein paar Leichen mehr
Für ein paar Leichen mehr (Originaltitel: Sonora) ist ein spanisch-italienischer Western von Alfonso Balcázar aus dem Jahr 1968. Die deutschsprachige Erstaufführung des Werks erfolgte am 27. Januar 1970. Die deutsche Fassung des Films wurde dafür um etwa 10 Minuten gekürzt.

## Handlung
Der schießfreudige Abenteurer Uriah, genannt Cayado (in manchen Ländern auch Sartana), kommt in ein kleines Westernstädtchen. Nachdem er sich im Saloon mit ein paar Unruhestiftern angelegt hat, lernt er Kirchner kennen, einen Kopfgeldjäger, der hinter dem Banditen Slim her ist. Letzterer steckt hinter der Ermordung von Uriahs Frau; bald begeht er mit seinen Männern einen Bankraub. Uriah macht sich mit Kirchner und einigen Leuten auf den Weg, kann die Bande stellen und Slim in einer blutigen Schießerei töten. Zufrieden mit dem Ergebnis, ziehen Uriah und Kirchner weiter.

## Kritiken
Gespaltene Kritiken. Während Ulrich P. Bruckner, der sein Lexikon der Italowestern nach diesem Film benannte, sieht darin in diesem Film „ordentliche und äußerst harte“ Ware sah, empfand der Kritiker vom Lexikon des internationalen Films das Werk als „außergewöhnlich brutal“. Auch der Evangelische Film-Beobachter hält nicht viel von dem Streifen: „Western von der Stange. Handlung, Spiel, Typisierung bleiben durchaus im Rahmen des bei solchen Machwerken üblichen. Die Verdächtlichmachung der Mexikaner ist fast schon Rassenhetze. Nur für unentwegte Freunde dieser Filmart.“